# 博登湖
博登湖（德語：Bodensee，發音：[ˈboːdn̩ˌzeː] ⓘ），也称康斯坦茨湖（法語：lac de Constance），位于瑞士、奥地利和德国三国交界处，由三国共同管理，湖区景色优美，风景迷人。博登湖由三部分：上湖（Obersee）、下湖（Untersee）和塞莱茵河（Seerhein）组成。
博登湖面积536平方公里，最深处254公尺，是德语区最大的淡水湖，每年为当地450万居民提供1800万立方公尺饮用水。

## 名字的历史
早在罗马时期，已将“上湖”、“下湖”命名。古老的作家们将“下湖”称为“Lacus Acronius”，“上湖”为“Lacus Brigantinus”（凯尔特Brigantiern）、“Lacus Venetus”（Pomponius Mela）或者“Lacus Constantinus”（名来自于小城康士坦茲）。中世纪时，称呼为“Lacus Bodamicus”。但其他欧洲语言仍旧保持“Lacus Constantinus”（法语：Lac de Constance，英语：Lake Constance，意大利语：Lago di Costanza，葡萄牙语：Lago de Constança，西班牙语：Lago de Constanza）。“Lacus Bodamicus”称呼被德语（博登湖，Bodensee）及荷兰语（Bodenmeer）所接受。何时以及为何将“下湖”和塞莱茵河（Seerhein）也称为博登湖，还不得而知。

## 图集

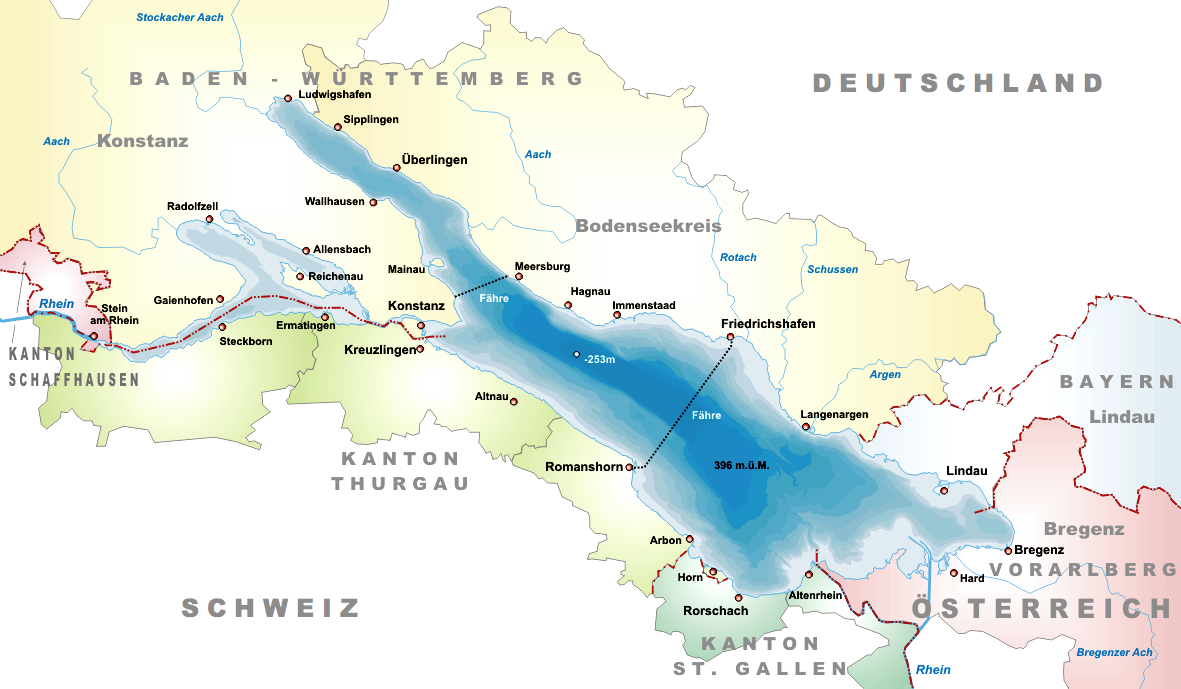
博登湖地圖
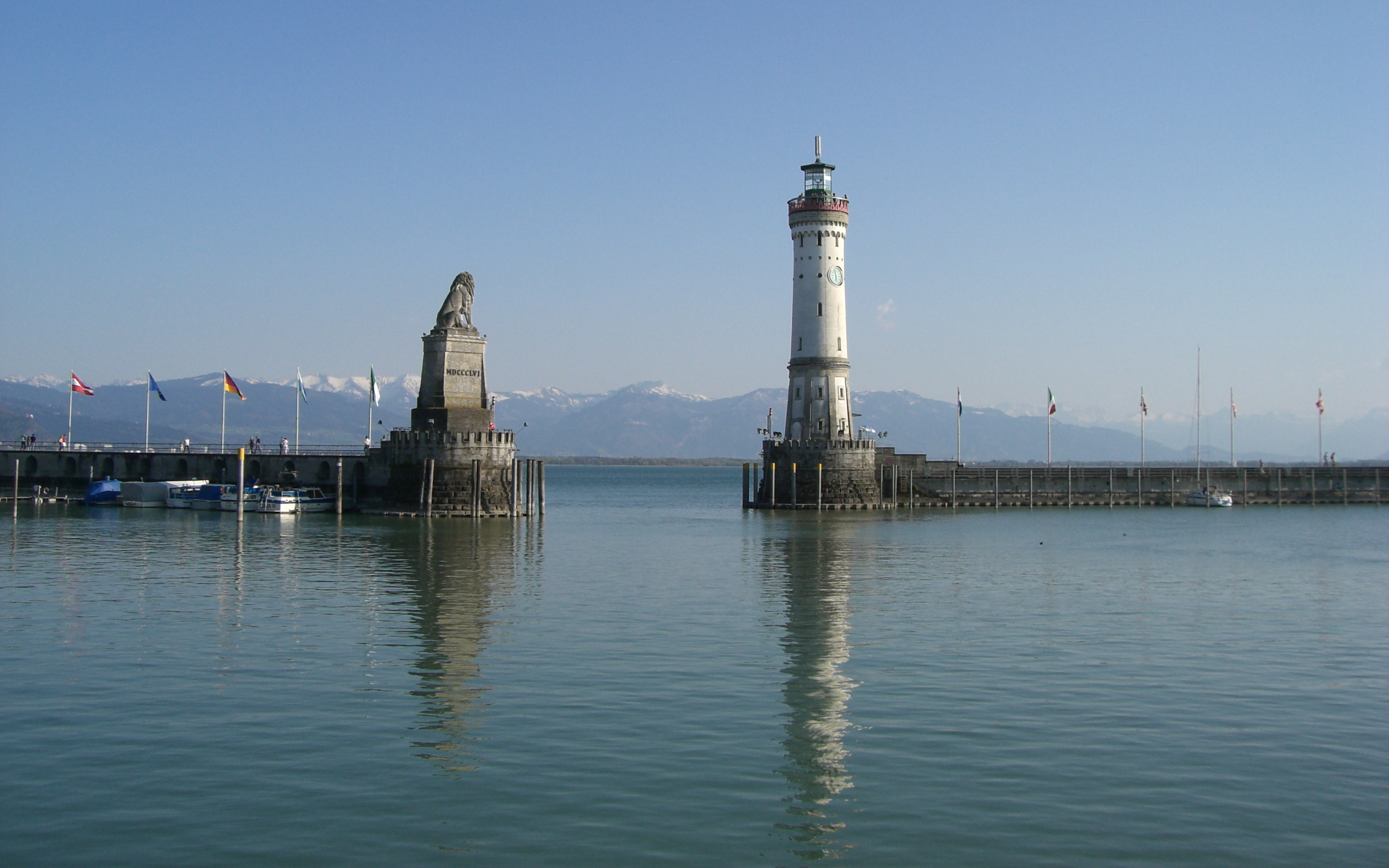
德国巴伐利亚博登湖港口入口
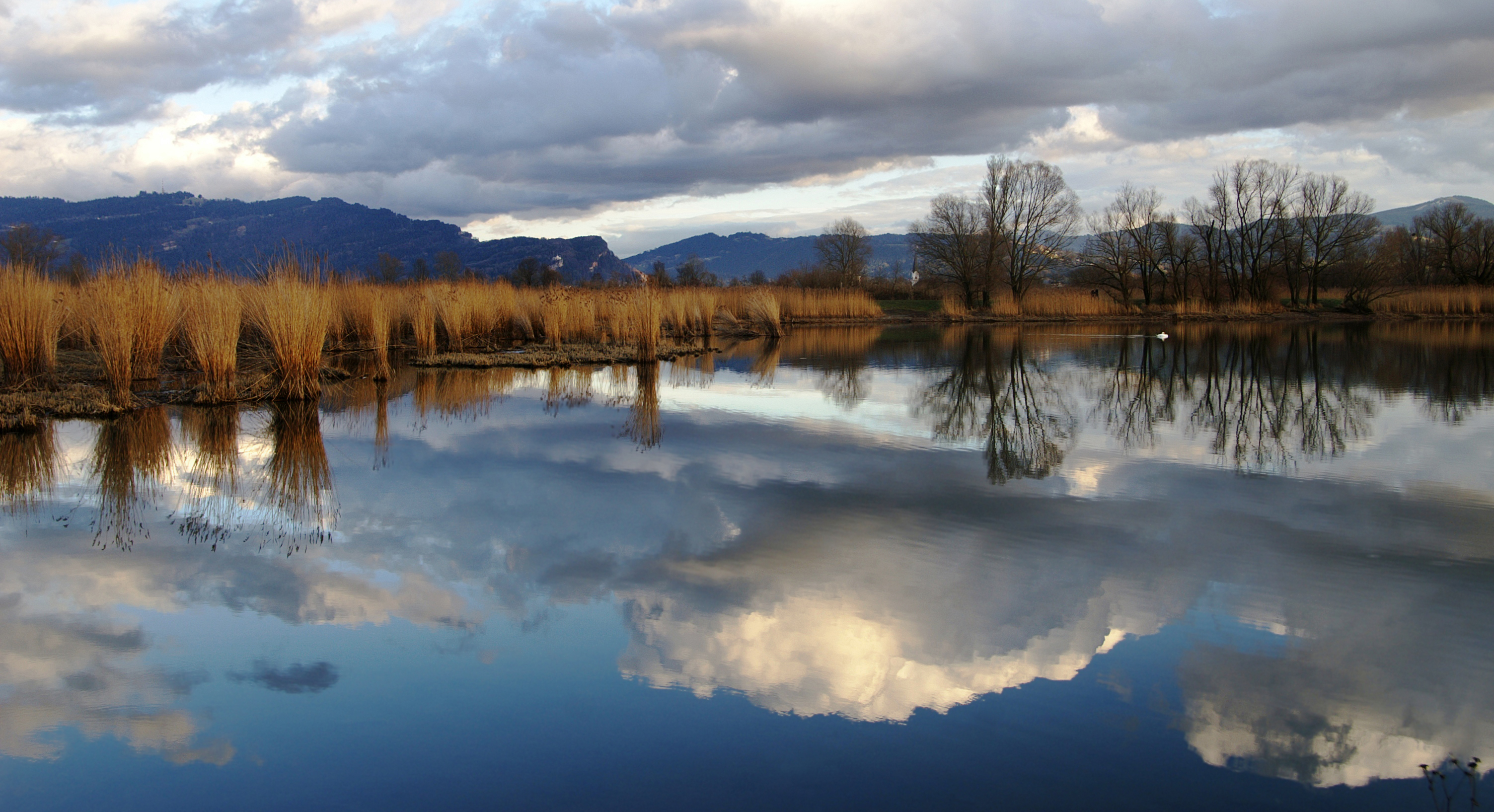
奥地利哈尔德的博登湖自然保护区

## 參看
- 瑞士湖泊列表

## 延伸閱讀
- Zimmermann, Rolf, , Konstanz, Germany: Stadler Verlagsgesellschaft, 2004, ISBN 3-7977-0507-7 (Pictures and texts of the cities around Lake Constance).

## 外部連結
- .  6 (第11版). London. 1911.
- Karl Heinz Burmeister: 博登湖在線上《瑞士歷史辭典》中的德文、法文或版詞條。 版本日期：2007-06-11。